# سانتیاگو ده لوس کابایروس
سانتیاگو ده لوس کابایروس (به لاتین: Santiago de los Caballeros) یک شهر در جمهوری دومینیکن است که در استان سانتیاگو واقع شده‌است.

## خصوصیات
سانتیاگو ده لوس کابایروس ۵۲۴٫۰۱ کیلومترمربع مساحت و ۶۹۱٬۲۶۲ نفر جمعیت دارد و ۱۷۵ متر بالاتر از سطح دریا واقع شده‌است.

## خواهرخوانده
شهرهای سانتیاگو د کمپوستلا و سانتیاگو د کوبا خواهرخوانده‌های سانتیاگو ده لوس کابایروس هستند.

## نگارخانه

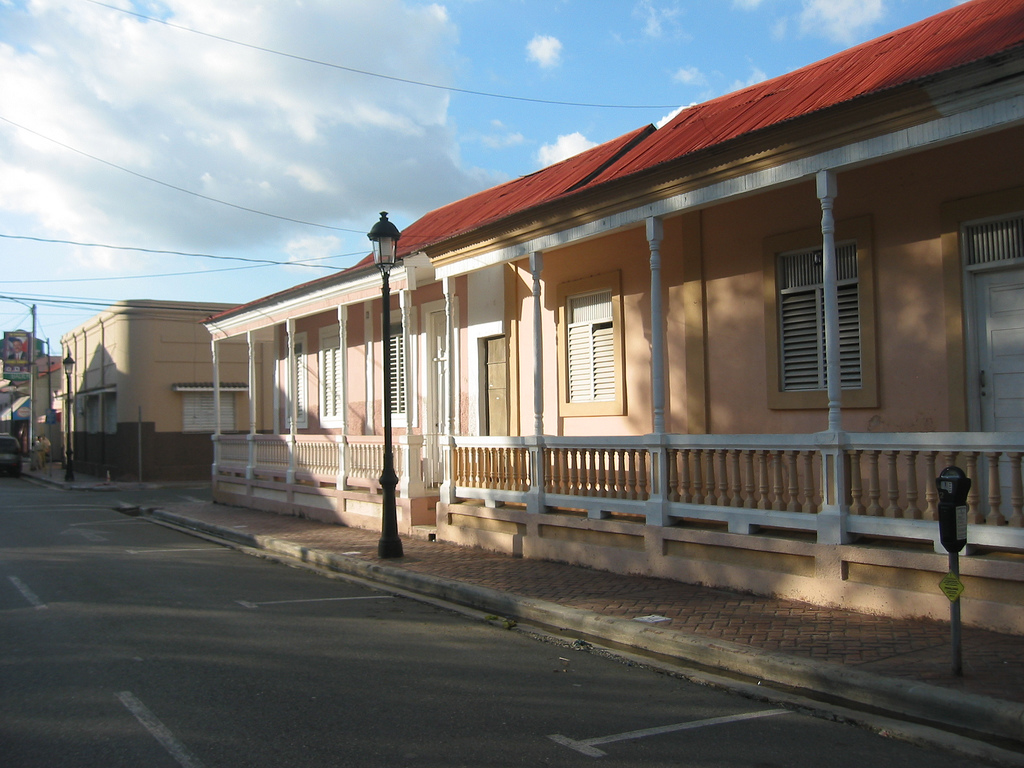